# 格拉斯哥動物園
格拉斯哥動物園，於1947年由格拉斯哥和蘇格蘭西部動物學會建立，位於蘇格蘭格拉斯哥拜利斯頓，是一個佔地99英畝（40公頃）的動物園，在全盛時期每年訪客達140,000人次，擁有超過600隻各式各樣的動物。因為地區政府縮減資助，以及園方曾收過多次虐待動物的指控，最終動物園負債達3.5百萬英鎊，動物園牌照續領申請未獲批准，在2003年8月25日正式結業。

## 伸延閱讀
- Butt, R. V. J.  1st. Sparkford: Patrick Stephens Ltd. 1995-10. ISBN 978-1-85260-508-7. OCLC 60251199. OL 11956311M （英语）.
- Hergé. . Leslie Lonsdale-Cooper and Michael Turner (translators). London: Egmont. 1966 [1938]. ISBN 978-1-4052-0618-1.

## 外部連結
- 官方网站
- Calderpark zoo on The Urban Abandonment Project website
- Calderpark zoo on the Secret Scotland website （页面存档备份，存于）